# Jahreszeiten
Jahreszeiten è il sesto album della band black metal Nargaroth.

## Tracce
1. Prolog – 3:01
2. Frühling – 10:33
3. Sommer – 13:51
4. Herbst – 22:00
5. Winter – 16:39